# یک زندگی بهتر
یک زندگی بهتر (به انگلیسی: A Better Life) فیلمی در ژانر درام به کارگردانی کریس وایتز و محصول کشور آمریکا است که در سال ۲۰۱۱ منتشر شد. از بازیگران آن می‌توان به دمیان بیچیر اشاره کرد. بیچیر توانست برای بازی در این فیلم برای دریافت جایزه اسکار بهترین بازیگر نقش اول مرد نامزد شود.
یک زندگی بهتر در ۲۴ ژوئن ۲۰۱۱ منتشر شد و با نظر مثبت منتقدان و تمجید از عملکرد دمیان بیچیر همراه بود. راجر ایبرت از شیکاگو سان-تایمز نیز با تمجید از عملکرد بازیگران به آن ۳.۵ ستاره از ۴ ستاره داد. 

## داستان
کارلوس مهاجری مکزیکی است که در به شکل غیرقانونی در آمریکا باغبانی می‌کند، پسر او لوییس، جوانی است که از طرز زندگی و فکرشان راضی نیست و نمی‌خواهد که او هم مانند پدرش باشد. وقتی وانت کارلوس دزدیده می‌شود، پدر و پسر علی‌رغم تفاوت‌های فرهنگی که دارند، با هم همراه می‌شوند.

## بازیگران
- دمیان بیچیر در نقش کارلوس
- خوزه جولیان در نقش لوئیس
- دولورس اردیا در نقش آنیتا
- خواکین کوسیو در نقش بلاسکو
- گابریل چاواریا در نقش رامون

## جوایز
نامزد جایزه اسکار بهترین بازیگر نقش اول مرد برای دمیان بیچیر
نامزد جایزه ایندیپندنت اسپیریت بهترین بازیگر نقش اول مرد برای دمیان بیچیر
نامزد جایزه انجمن بازیگران فیلم بهترین بازیگر مرد برای دمیان بیچیر
نامزد جایزه بلک ریل بهترین بازیگر نقش اول زن برای دمیان بیچیر
نامزد جایزه هنرمند جوان بهترین بازیگر جوان برای خوزه جولیان